# Kyle Gallner
Kyle Steven Gallner (West Chester, 22 oktober 1986) is een Amerikaans acteur.
Na een eenmalig gastrolletje als Raleigh in Third Watch in 2000 maakte Gallner het jaar erop zijn filmdebuut met een naamloos rolletje in de komedie Wet Hot American Summer. Na eveneens kleine rolletjes in de films Red Betsy en Finding Home, werd hij in 2005 gecast als het wederkerende personage Cassidy 'Beaver' Casablancas in Veronica Mars. Gallner was sindsdien te zien in meer dan tien verschillende films en speelde wederkerende personages in verschillende andere televisieseries. Omvangrijkere rollen daarin waren die als Don en Pegs zoon Jason in Big Love en als Reed Garrett, de zoon van Mac Taylors overleden vrouw in CSI: NY.

## Filmografie
*Exclusief televisiefilms
| - Smile 2 (2024) - Strange Darling (2023) - The Passenger (2023) - Smile (2022) - Scream (2022) - American Sniper (2014) - Just Before I Go (2014) - Dear White People (2014) - CBGB (2013) - Beautiful Creatures (2013) - Smashed (2012) - Magic Valley (2011) - Losers Take All (2011) - Cougars Inc. (2011) - Little Birds (2011) - Red State (2011) - Beautiful Boy (2010) | - A Nightmare on Elm Street (2010) - Cherry (2010) - Jennifer's Body (2009) - The Haunting in Connecticut (2009) - Gardens of the Night (2008) - Red (2008) - Sublime (2007) - Danika (2006) - Red Eye (2005) - Finding Home (2003) - Red Betsy (2003) - Wet Hot American Summer (2001) |

## Televisieseries
*Exclusief eenmalige verschijningen
- Play It Again, Dick - Cassidy 'Beaver' Casablancas (2014, vier afleveringen)
- ''Jan - Robbie (2012, acht afleveringen)
- CSI: NY - Reed Garrett (2006-2010, zeven afleveringen)
- Smallville - Bart Allen (2004-2009, drie afleveringen)
- The Shield - Lloyd Denton (2008, drie afleveringen)
- Big Love - Jason Embry (2006-2007, zes afleveringen)
- Veronica Mars - Cassidy 'Beaver' Casablancas (2005-2006, 25 afleveringen)
- Jack & Bobby - BJ Bongaro (2005, twee afleveringen)
- Law & Order: Special Victims Unit' - Shane Mills (seizoen 9, aflevering 3)

- Bibsys: 12017314
- Biblioteca Nacional de España: XX4911335
- Bibliothèque nationale de France: cb17101932n (data)
- Gemeinsame Normdatei: 1011831651
- International Standard Name Identifier: 0000 0001 1954 0697
- Library of Congress Control Number: no2009129094
- Nationale Bibliotheek van Israël: 987007441235905171
- Nederlandse Thesaurus van Auteursnamen: 425877639
- Système universitaire de documentation: 189699698
- Virtual International Authority File: 75149196246174790067